# 烏克蘭國立扎尼科韋茨卡學術戲劇劇院
烏克蘭國立扎尼科韋茨卡學術戲劇劇院（羅馬化：Natsionalnyi akademichnyi ukrainskyi dramatychnyi teatr imeni Marii Zankovetskoi；又名斯卡贝克剧院）是乌克兰西部城市利沃夫市中心的一家剧院，位于列霞·烏克蘭卡街和斯沃博迪大街的交叉口。这座建筑建于19世纪中叶，直到第一次世界大战，它一直被用作剧院舞台和区域市政局会议厅。

## 历史

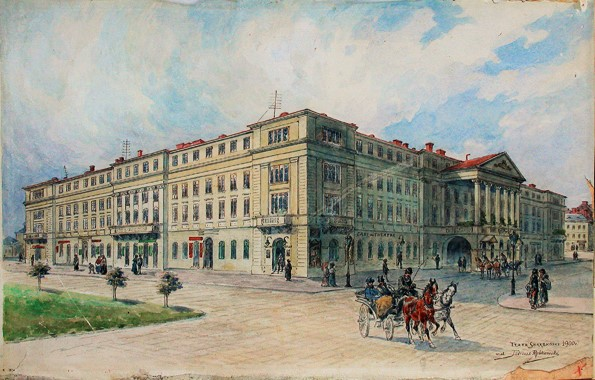
斯卡贝克剧院，1900年水彩画

该剧院由斯坦尼斯·斯卡贝克伯爵（1780-1848）创建，在第三次瓜分波兰后，他早在1819年就向奥地利帝国当局申请建造该剧院的许可。 剧院的新古典主义建筑始建于1837年，由建筑师扬·萨尔兹曼和路德维希·皮克尔设计。 这座建筑是在堡垒的周围建造,它环绕着下城堡，地基是由16,000块橡木原木制成。1842年，它是中欧的第三大建筑。 除了剧院本身，该建筑群还包括为阿图尔·格罗特和朱利叶斯·科萨克等知名人士提供的公寓。开幕当天，1842年3月28日，上演一部弗朗茨·格里帕泽的德语戏剧，第二天，上演亚历山大·弗雷德罗的波兰语戏剧《处女婚礼》（Śluby panieńskie）。
在最初的几年里，既上演波兰语戏剧，也上演德语戏剧，这种情况一直持续到1871年，所有的德语戏剧都被取消，剧院只使用波兰语。1872年，又开始上演歌剧，使斯卡贝克剧院成为加利西亚唯一的歌剧舞台。 
19世纪末，这座建筑群变得不敷使用，1900年，新建了一座大剧院。斯卡贝克剧院变成了爱乐乐团，然后变成了电影院。目前，它是玛丽亚·扎尼科韦茨卡乌克兰戏剧院的所在地。2008年5月18日，利沃夫波兰人民剧院50周年纪念活动在该建筑群举行，在这里上演玛丽安·赫马尔的一部戏剧。

## 延伸閱讀
- Theater's Official website （页面存档备份，存于）
- Agnieszka Marszlek Cztery wieki lwowskiego teatru （页面存档备份，存于）
- Piotr Marek Stanski Okolicznosci powstania i otwarcia Lwowskiego Teatru Wielkiego we Lwowie （页面存档备份，存于）
- Stanislaw Peplowski Sily sceny lwowskiej （页面存档备份，存于）
- Karol Cieszewski Kilka uwag o lwowskim teatrze （页面存档备份，存于）
- （烏克蘭語） Current repertoire of the theater （页面存档备份，存于） (Lviv city official website)